# هند فرانسه

نقشه مستعمرات امپراتوری فرانسه

هند فرانسه، نامی عمومی برای شرکت هند شرقی فرانسه بود که در هند و از حدودا از نیمه دوم قرن هفدهم تا نیمه دوم قرن بیستم وجود‌داشت. جمعیت کلی این کلونی در ۱۹۳۶ در حدود ۲۹۸٬۸۵۱ نفر بوده که در حدود ۶۳٪ (۱۸۷٬۸۷۰) از آنها در محدوده پودوچری اقامت داشتند.

## مطالعهٔ بیشتر
- Sudipta Das (1992). Myths and realities of French imperialism in India, 1763–1783. New York: P. Lang. ISBN 0-8204-1676-2. 459p.